# Jacques Mamounoubala
Jacques Mamounoubala (ur. 2 kwietnia 1953 w Brazzaville – zm. 28 maja 2016) – kongijski piłkarz grający na pozycji napastnika. W swojej karierze grał w reprezentacji Konga.

## Kariera klubowa
Swoją karierę piłkarską Mamounoubala rozpoczął w klubie Avenir du Rail Ouenzé, w którym zadebiutował w 1970 roku. W 1974 roku przeszedł do CARA Brazzaville, w którym grał do 1985 roku, czyli do końca swojej kariery. W sezonach 1975, 1981/1982 i 1984 wywalczył z nim trzy mistrzostwa Konga. W 1974 roku zdobył z nim Puchar Mistrzów.

## Kariera reprezentacyjna
W reprezentacji Konga Mamounoubala zadebiutował w 1975 roku. W 1978 roku powołano go do kadry na Puchar Narodów Afryki 1978. W nim rozegrał trzy mecze: z Ugandą (1:3), w którym strzelił gola, z Marokiem (0:1) i z Tunezją (0:0). W kadrze narodowej grał do 1981 roku.